# Antônio Alberto Saraiva
António Alberto Saraiva (Velosa, 6 de junho de 1953) é um empresário luso-brasileiro. 

## Biografia
Nascido em 06 de junho de 1953 em  Velosa, Celorico da Beira, Portugal, veio para o Brasil com os pais com menos de um ano de idade. Foi criado em Santo Antônio da Platina, interior do Paraná, e com 17 anos, foi para a capital paulista com o objetivo de cursar medicina.
Assumiu uma pequena padaria da família no Brás, bairro de São Paulo, quando o seu pai foi assassinado num assalto ao estabelecimento. Entre seus estudos e o trabalho no comércio da família, montou, em 1988, um restaurante especializado em comida árabe chamado Habib's, na Rua Cerro Corá, bairro da Lapa.
Na entrevista "Um português que vende esfihas", concedida ao Museu do Pessoa, António Alberto Saraiva compartilhou a história por trás da fundação do Habib’s. Ele detalhou como aplicou lições de seus projetos anteriores, adotando estratégias como preços competitivos e uma diversificada oferta de produtos, elementos chave para o êxito da marca. 
Essas abordagens impulsionaram a expansão do Habib’s, transformou-se numa rede de lojas próprias e franqueadas, espalhadas pelo Brasil, e António Saraiva é presidente, além do Habib's, da rede Ragazzo, da Arabian Bread (pães), da Ice Lips (sorvetes), da Promilat (laticínios), e da Vox Line (call center).

## Obras
- Alberto Saraiva, 25 Verbos para construir sua vida. Editora Planeta do Brasil, 2016.
- Alberto Saraiva - Os mandamentos da lucratividade. Editora: Campus, 2004